# Jemima West
Jemima West (Parigi, 11 agosto 1987) è un'attrice francese di origine britannica.

## Biografia
Jemima West nasce nel 1987; all'età di cinque anni si trasferisce con il padre commercialista e la madre interprete aziendale a Parigi, dove cresce. Frequenta storia dell'arte alla Sorbona, dove si laurea, prendendo contemporaneamente lezioni di recitazione serali. Il suo debutto è a dodici anni nel film del 1999 Giovanna d'Arco, diretto da Luc Besson. Dopo il cortometraggio del 2004 I'm an actrice, entra nel cast della terza stagione della serie televisiva canadese 15/Love, nella quale interpreta Cassidy Payne. Ha poi diversi ruoli da guest star in alcune serie francesi, come R.I.S. Police scientifique, Grand Star e Camping paradis, approdando poi nuovamente al cinema nel 2009 in King Guillaume insieme a Florence Foresti. È anche comparsa nei videoclip delle canzoni Premier Love di Tony Parker e Leave This Town di Agop.
Nel 2010 ottiene il ruolo della protagonista nella miniserie televisiva Maison close - La casa del piacere e nel 2012 recita nella seconda stagione della serie I Borgia; è anche Maureen nel film di Valeria Sarmiento Linhas de Wellington, che viene presentato alla 69ª Mostra internazionale d'arte cinematografica di Venezia.
A giugno 2012 entra nel cast del film Shadowhunters - Città di ossa, tratto dall'omonimo romanzo della saga Shadowhunters di Cassandra Clare, nel quale interpreta Isabelle "Izzy" Lightwood. Ad agosto 2013 comincia a girare in Francia il film La grande passione con Gérard Depardieu.

## Filmografia

### Cinema
- Giovanna d'Arco (Joan of Arc), regia di Luc Besson (1999)
- I'm an actrice, regia di Maïwenn – cortometraggio (2004)
- King Guillaume, regia di Pierre-François Martin-Laval (2009)
- La morte amoureuse, regia di Flavia Coste – cortometraggio (2010)
- J-C comme Jésus-Christ, regia di Jonathan Zaccaï (2011)
- Linhas de Wellington, regia di Valeria Sarmiento (2012)
- Shadowhunters - Città di ossa (The Mortal Instruments: City of Bones), regia di Harald Zwart (2013)
- Des éclats de verre, regia di Fouad Benhammou – cortometraggio (2013)
- La grande passione (United Passions), regia di Frédéric Auburtin (2014)
- Il caso Freddy Heineken (Kidnapping Mr. Heineken), regia di Daniel Alfredson (2015)
- Testimone misterioso (Sans répit), regia di Régis Blondeau (2022)

### Televisione
- Le Tuteur – serie TV (2004)
- Madame le Proviseur – serie TV (2004)
- 15/Love – serie TV, 14 episodi (2006)
- R.I.S. Police scientifique – serie TV, episodio 2x08 (2007)
- Grand Star (La Compagnie des glaces) – serie TV, episodi 1x16-1x17-1x26 (2008)
- Ben et Thomas – serie TV, 11 episodi (2008)
- Éternelle – serie TV, episodio 1x04 (2009)
- Joséphine, ange gardien – serie TV, episodio 13x01 (2009)
- Camping paradis – serie TV, episodio 1x05 (2009)
- Domani mi sposo (Demain je me marie), regia di Vincent Giovanni – film TV (2010)
- Maison close - La casa del piacere (Maison close) – serie TV, 16 episodi (2010-2013)
- I Borgia (The Borgias) – serie TV, 4 episodi (2012)
- Paradis criminel, regia di Serge Meynard – film TV (2012)
- Indian Summers – serie TV (2015-in corso)
- Il giovane ispettore Morse (Endeavour) – serie TV, episodio 1x03 (2016)

## Doppiatrici italiane
Nelle versioni in italiano nelle opere in cui ha recitato, Jemima West è stata doppiata da:
- Jessica Bologna in Maison close - La casa del piacere
- Gemma Donati in Shadowhunters - Città di ossa
- Letizia Ciampa ne I Borgia
- Maura Ragazzoni in La grande passione
- Benedetta Degli Innocenti ne Il caso Freddy Heineken
- Valentina Stredini in Testimone misterioso